# Ронебург (Тирингија)
Ронебург (њем. Ronneburg) град је у њемачкој савезној држави Тирингија. Једно је од 61 општинског средишта округа Грајц. Према процјени из 2010. у граду је живјело 5.270 становника. Посједује регионалну шифру (AGS) 16076061.

## Географски и демографски подаци
Ронебург се налази у савезној држави Тирингија у округу Грајц. Град се налази на надморској висини од 280 метара. Површина општине износи 19,2 km². У самом граду је, према процјени из 2010. године, живјело 5.270 становника. Просјечна густина становништва износи 275 становника/km².

## Међународна сарадња
| Мјесто    | Држава    | Врста сарадње | Од    |
| --------- | --------- | ------------- | ----- |
| Отвил Лон | Француска | партнерство   | 2003. |
| Извор     |           |               |       |